# Andrew Hinds
Andrew Hinds (né le 25 avril 1984) est un athlète barbadien, spécialiste du sprint.

## Biographie
Fils d'un ancien sprinteur aux Jeux olympiques de 1968, Andrew Hinds suit les traces de son père. À partir de 2004, il vit principalement en Jamaïque, et s'entraîne sous la direction de Stephen Francis
.
Le 15 août 2008, il finit 5e de son quart de finale du 100 m des Jeux olympiques 2008 à Pékin en 10 s 25 derrière notamment Richard Thompson, Tyson Gay et Martial Mbandjock.
En août 2009, il concourt aux championnats du monde à Berlin et se qualifie pour les quarts de finale du 100 m. Il échoue cependant à ce stade en terminant 4e de sa série, derrière Tyson Gay, Michael Frater et Jaysuma Saidy Ndure dans un temps de 10 s 23 (+0,1 m/s). Lors des Championnats du monde de Daegu en août 2011, il se hisse en demi-finale du 100 m. Il y prend la 6e place en 10 s 32 derrière notamment les quatre qualifiés pour la finale Yohan Blake, Walter Dix, Jimmy Vicaut et Daniel Bailey. En 2013 à Moscou, il ne parvient pas à franchir le cap des séries, mais fait partie du relais 4 × 100 mètres auteur d'un record de Barbade en séries, en 38 s 94. Son meilleur temps en relais est cependant de 38 s 46, réalisés avec ses camarades de club du MVP à Kingstonle 18 avril 2009
Lors des championnats d'Amérique centrale et des Caraïbes, il obtient la 3e place en 2009 et la 2e en 2013 derrière le Jamaïcain Andrew Fisher et devant son compatriote Ramon Gittens, crédité du même temps (13 s 19).

## Palmarès
| Date | Compétition                                      | Lieu                 | Résultat | Épreuve   | Temps         |
| ---- | ------------------------------------------------ | -------------------- | -------- | --------- | ------------- |
| 2006 | Jeux d'Amérique centrale et des Caraïbes         | Carthagène des Indes | 3e       | 200 m     | 20 s 83       |
| 2009 | Championnats d'Amérique centrale et des Caraïbes | La Havane            | 3e       | 100 m     | 10 s 12       |
| 2013 | Championnats d'Amérique centrale et des Caraïbes | Morelia              | 2e       | 100 m     | 10 s 19 A     |
| 2014 | Relais mondiaux de l'IAAF                        | Nassau               | 4e       | 4 × 200 m | 1 min 21 s 88 |

## Records
| Épreuve    | Performance | Lieu       | Date         |
| ---------- | ----------- | ---------- | ------------ |
| 100 mètres | 10 s 03     | Bridgetown | 20 juin 2009 |
| 200 mètres | 20 s 38     | Bridgetown | 21 juin 2009 |